# سينيريس
سينيريس (اسم طائر غير معروف، ذكره هسيشيوس الإسكندري) (الاسم العلمي: Cinnyris)، جنس طيور من فصيلة التميريات. توضع أنواعه أحيانًا في جنس التمير. وتعرف أنواعه باسم تميريات مزدوجات الطوق.